# Fanny Carrión
Fanny Carrión de Fierro es una escritora, crítica literaria, ensayista y profesora universitaria ecuatoriana. Recibió el Doctorado en Literatura de la Pontificia Universidad Católica del Ecuador (Quito, 1981), así como una Maestría de la Universidad de California en Berkeley, y una Licenciatura en Educación de la Universidad Central del Ecuador.

## Escritora
La doctora Fanny Carrión de Fierro ha publicado varios libros y antologías de literatura, incluyendo las siguientes obras:
- La Mazorca de Oro y otros Cuentos, antología de cuentos bilingüe.  Centro de Publicaciones de la Pontificia Universidad Católica del Ecuador, octubre de 2010 (disponible en: https://archive.org/details/lamazorcadeoroyo0000carr)
- Donde nació la Luz: Antología Personal, una antología de poesía bilingüe. Centro de Publicaciones de la Pontificia Universidad Católica del Ecuador, 2000 (disponible en: https://archive.org/details/dondenaciolaluza0000carr)
- Where light was born (Donde nació la luz): A personal anthology of selected poems by Fanny Carrión de Fierro, traducido por Sally Cheney Bell, Heritage House, 1999 (disponible en: https://archive.org/details/wherelightwasbor00fann)
- En la Voz del Silencio, colección de poemas, Ediciones de la Universidad Católica (1980).

## Crítica literaria
La doctora Fanny Carrión de Fierro ha publicado varios libros y ensayos sobre crítica literaria, incluyendo los siguientes:
- José de la Cuadra: Precursor del realismo mágico hispanoamericano, Editorial de la Pontificia Universidad Católica del Ecuador (https://archive.org/details/josedelacuadrapr0000carr).
- Los Sangurimas, novela precursora de Cien años de soledad', ensayo sobre la novela "Los Sangurimas", de José de la Cuadra (https://web.archive.org/web/20070203031838/http://cce.org.ec/index.php?action=pubpermanentes&id_maepub=8).
- "Cien Años de Soledad, Historia y Mito de lo Americano", en: Lectura de García Márquez (Doce Estudios), editado por Manuel Corrales Pascual (Quito: Centro de Publicaciones de la Pontifica Universidad Católica de Ecuador, 1975)
- La imagen en Jorge Carrera Andrade y en los imaginistas - En homenaje a los cien años de nacimiento del poeta, Separata de la Revista de la Pontificia Universidad Católica del Ecuador, n.º 70, agosto de 2003.
- Manuela Saénz, la Libertadora, en Revista de la Pontificia Universidad Católica del Ecuador, n.º 79, septiembre de 2006.

## Ensayista
Ha escrito y publicado ensayos y artículos sobre varios temas, incluyendo temas políticos, culturales y sociales. Estos incluyen ensayos sobre derechos de la mujer, derechos humanos, derechos de los niños, el movimiento indígena, y lingüística.
En las elecciones en el Ecuador de octubre de 2006, escribió y publicó electrónicamente un ensayo titulado "Hacia el Quinto Poder", sobre la importancia de la participación de la sociedad civil para consolidar la democracia (https://web.archive.org/web/20070929155757/http://www.votebien.ec/carta027.htm).

## Profesora Universitaria
La doctora Fanny Carrión de Fierro ha sido profesora universitaria en varias Universidades del Ecuador y Estados Unidos. En la actualidad, es profesora en la Pontificia Universidad Católica del Ecuador. Anteriormente, ha sido profesora visitante y Académica Fulbright en la universidad Keene State College, de New Hampshire; y profesora visitante en la Universidad de Willamette (en Oregón), así como profesora en otras universidades del Ecuador (Universidad San Francisco de Quito, Universidad Internacional, entre otras).

## Otras actividades profesionales
Ha participado en la Directiva de la Asociación de Profesores de la Pontificia Universidad Católica del Ecuador, en Quito. También ha sido miembro de directivas de varias organizaciones no gubernamentales de desarrollo social.  Miembro del Grupo América (grupo cultural y literario ecuatoriano), y de la Casa de la Cultura Ecuatoriana, Sección Literatura.